# Палата представителей Японии
Пала́та представи́телей Япо́нии (яп. 衆議院, しゅうぎいん сю:ги-ин) — нижняя палата Парламента Японии.

## История и полномочия Палаты представителей
Палата представителей была основана в 1947 году в связи с вступлением в силу новой Конституции Японии и созывом нового послевоенного двухпалатного Парламента. Палата стала формальным продолжением Палаты представителей Имперского Парламента Японии, основанной в 1890 году.
Статус и полномочия Палаты представителей Японии определены действующей Конституцией и Законом о Парламенте 1947 года.
Палата представителей Японии состоит из 480 депутатов, срок полномочий которых составляет 4 года (Конституция. Статья 45). 180 депутатов избираются по пропорциональной системе в 11 многомандатных избирательных округах, а остальные 300 — в одномандатных. Избирательное право имеют японские граждане, достигшие 20 лет, а право быть избранными в Палату имеют японские граждане старше 25 лет.
Палата представителей имеет большие права, чем верхняя Палата советников японского парламента: она имеет право накладывать вето на законопроекты Палаты советников большинством не менее чем две трети присутствующих депутатов и принимать законы, даже если их законопроекты были отклонены Палатой советников (Конституция. Статья 59. Абзац 2). Палате представителей также принадлежит первенство рассмотрения проекта бюджета и вопросы ратификации международных договоров (Конституция. Статьи 60, 61, 67). Она также имеет право выражать доверие или недоверие Кабинету Министров Японии.
Палата представителей может работать только при присутствии на заседании не менее трети от общего числа её членов. Все решения в Палате представителей являются действительными, если они приняты большинством присутствующих в зале заседаний депутатов Палаты (Конституция. Статья 56).
Палату возглавляет спикер Палаты представителей и его заместитель. На их должности, как правило, назначаются депутат от партии или коалиции партий большинства и депутат от меньшинства, соответственно. В Палате действуют несколько комитетов, заданием которых является присмотр и оценка действий исполнительной власти.
Место заседаний Палаты представителей находится в Зале заседаний Парламента Японии.
В связи с окончанием срока полномочий членов палаты представителей  21 октября 2021 года, действующий премьер - министр Японии Фумио Кисида намерен  распустить её 14 октября. 
2 ноября 2021 года глава ведущей оппозиционной Конституционно-демократической партии Японии Юкио Эдано объявил о своем уходе в связи с неудовлетворительными результатами выборов в нижнюю палату парламента. 

## Состав Палаты представителей

### 46-й созыв (2012–2014)
(по состоянию на 3 июня 2013 года)
| Парламентская группа | Парламентская группа              | Представителей |
| -------------------- | --------------------------------- | -------------- |
|                      | Либерально-демократическая партия | 294            |
|                      | Демократическая партия Японии     | 56             |
|                      | Партия японского возрождения      | 53             |
|                      | Комэйто                           | 31             |
|                      | Твоя партия                       | 18             |
|                      | Коммунистическая партия Японии    | 8              |
|                      | Партия жизни людей                | 7              |
|                      | Социал-демократическая партия     | 2              |
|                      | Беспартийные                      | 11             |
| Всего                | Всего                             | 480            |

### Комментарии
1. ↑   ·       Либерально-демократическая партия (190)
 ·       Независимые (6)
2. ↑   ·       Конституционно-демократическая партия (147)
 ·       Социал-демократическая партия (1)